# त
Cette page contient des caractères spéciaux ou non latins. S’ils s’affichent mal (▯, ?, etc.), consultez la page d’aide Unicode.

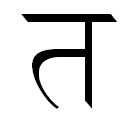
Consonne ta

त, appelé ta et transcrit t, est une consonne de l’alphasyllabaire devanagari.

## Représentations informatiques
Ses Unicode sont :
| formes | représentations | chaînes de caractères | points de code | descriptions                                    |
| ------ | --------------- | --------------------- | -------------- | ----------------------------------------------- |
| pleine | त               | त                     | U+0924         | lettre devanagari ta                            |
| morte  | त्               | त◌्                    | U+0924 U+094D  | lettre devanagari ta, symbole devanagari virama |